# Liste der denkmalgeschützten Objekte in Holýšov
Grundlage dieser Liste der denkmalgeschützten Objekte in Holýšov ist die ÚSKP-Liste (Ústřední seznam kulturních památek České republiky, deutsch Zentrale Liste der Kulturdenkmäler der Tschechischen Republik), die von der tschechischen Denkmalschutzbehörde NPÚ (Národní památkový ústav, deutsch Nationale Denkmalbehörde) seit 1987 geführt wird und an die seit dem Jahr 1850 geschaffenen Listen anschließt.

## Denkmalgeschützte Objekte nach Ortsteilen

### Holýšov
| Lage                                     | Objekt                                        | Beschreibung | ÚSKP-Nr.                  | Bild                      |
| ---------------------------------------- | --------------------------------------------- | ------------ | ------------------------- | ------------------------- |
| Holýšov, Politických vězňů 33 (Standort) | Gedenktafel in ehemaligem Konzentrationslager |              | 37095/4-2073 Info Katalog | BW                        |
| Holýšov, náměstí 5. května 18 (Standort) | Bauernhof                                     |              | 29987/4-2072 Info Katalog | BW                        |
| Holýšov, náměstí 5. května (Standort)    | Kirche St. Peter und Paul                     |              | 10578/4-2070 Info Katalog | Kirche St. Peter und Paul |